# Vietcong (videojuego)
Vietcong  es un videojuego de disparos en primera persona táctico de 2003 desarrollado por Pterodon y 2K Czech y distribuido por Gathering of Developers para Microsoft Windows. Está ambientado durante la Guerra de Vietnam, en el año 1967.
La expansión Vietcong: Fist Alpha fue distribuida en 2004 y fue adjuntada con Vietcong como Vietcong: Purple Haze para PC. Vietcong: Purple Haze también fue distribuida en 2004 para PlayStation 2 y Xbox, portada por Coyote Games. Un add-on oficial, "Red Dawn", fue publicado como contenido de descarga gratuito. Vietcong 2, su secuela, fue distribuida en 2005.  

## Argumento
El jugador toma el papel del Sargento de Primera Clase Steve R. Hawkins, asignado a una base de las Fuerzas Especiales del Ejército de los Estados Unidos (Boinas Verdes) en la ubicación estratégica de Nui Pek en Vietnam del Sur, a unos cuantos kilómetros de la frontera con Camboya. Hawkins y su Equipo Alfa (el guía de las Fuerzas Especiales del Ejército de Vietnam del Sur Le Duy Nhut, el médico Joe Crocker, el especialista en demoliciones Thomas Bronson, el operador de radio C. J. Defort y el ametralladorista Hornster) llevan a cabo una serie de diversas misiones contra el Vietcong y el Ejército norvietnamita. El juego termina con un ataque masivo norvietnamita a la base del equipo.

## Recepción
La versión para PC del juego recibió generalmente reseñas favorables, obteniendo un puntaje de 77/100 en la página web de reseñas Metacritic. GameSpot le otorgó el galardón Juego del Mes para abril de 2003.
Las versiones del juego para PS2 y Xbox no fueron tan bien recibidas, con aquella para Xbox obteniendo un puntaje de 57/100 y la de PS2 obtiendo un puntaje de 48/100 en Metacritic.
En República Checa, el país de origen de sus desarrolladores, el juego es muy popular. Vietcong incluso fue elegido como el tercer mejor videojuego desarrollado en República Checa y Eslovaquia en una encuesta efectuada por el proveedor de internet checo BonusWeb, donde recibió 1.393 votos de un total de 13.143, ya que cada lector podía elegir tres videojuegos para votar por ellos.